# Shantorian
Shantorian (titre original : Shantorian)  est un roman de Patrick Carman paru aux États-Unis aux éditions Scholastic en 2011 puis traduit en français par Danièle Laruelle et publié aux éditions Bayard Jeunesse en 2013. Ce roman est la suite de Glyphmaster, paru en 2010.

## Résumé
Après avoir subi une série de tests, Adam, Emily, et Finn et Lewis, alias "les Trackers", ont été engagés par une société ultrasecrète - l'ISD, International Security Directive -, dirigée par le mystérieux Lazlo et la séduisante Zara. Leur mission ? Maîtriser le programme Raymond, l'incroyable sésame du Net, qui permet d'accéder aux banques et aux renseignements d'États. Pire : d'après la légende, Raymond aurait le pouvoir de couper Internet de façon définitive. Leur objectif ? Attirer ainsi dans leur filet Shantorian, un redoutable hacker qui menace l'économie mondiale. Pour cela, les Trackers sont prêts à tout : être reclus dans un hangar en dehors de la ville, espionner une banque pour voler ses codes de sécurité... Mais leurs employeurs sont-ils vraiment ceux qu'ils prétendent ? Tous les Trackers sont-ils fiables ? Et Adam lui-même, raconte-t-il toute la vérité à l'inspecteur qui l’interroge ?

## Personnages
- Adam : Le cerveau du groupe. C'est lui qui a entraîné les autres dans cette aventure. Et c'est le principal accusé.
- Lewis : Le plus prudent des Trackers. Il aurait dû voir le piège venir. Mais la traque est ainsi : le prédateur peut vite devenir la proie.
- Emily : Le sang-froid incarné. Sauf quand les enjeux sont trop importants, comme à présent, et la pression est trop forte.
- Finn : La tête brûlée. Il aime repousser les limites. Seulement, il a un gouffre entre une figure difficile en skateboard et une traque dont l'issue est une question de vie ou de mort.